# Аржанов Євген Олександрович
Євге́н Олекса́ндрович Аржа́нов (нар. 9 лютого 1948, Калуш) — український радянський легкоатлет, чемпіон та рекордсмен СРСР та Європи, олімпійський медаліст.

## Життєпис
Народився на Івано-Франківщині 1948 року. Навчався в хіміко-технологічному технікумі в Калуші, а згодом — у Київському інституті фізичної культури. У технікумі почав розвиватися як спортсмен під керівництвом викладача Романа Козія.
Почав з баскетболу і дійшов до першого розряду. Але який хлопчисько не мріє про футбольну кар'єру! Аржанов «догрався» до того, що отримав запрошення до обласної команду, яка виступала в тодішньому класі «Б» чемпіонату країни. Але чемпіоном СРСР став не з футболу, а з легкої атлетики (перейшов до легкою атлетики в 17 років). Як легкоатлет, 1967 року став чемпіоном СРСР у Гомелі серед молоді. На одному з перших для себе змагань, у Ленінграді 14 липня 1968, показав час 1.47,2. Перший виступ на Олімпіаді відбувся 1968 року. Попередній забіг для спортсмена був успішним, він вийшов до півфіналу, але не стартував у ньому через травму…
Потім спортсмен здобув срібну медаль чемпіонату СРСР 1969 року з результатом 1.46,4 (найкращим тоді став Сергій Крючок). За 1970—1971 роки виграв три європейські і дві союзні першості, установивши в Москві рекорд країни (1.45,8). Три чемпіонати Європи: у Відні, Софії і Гельсінкі були виграні з великою перевагою. На передолімпійському відборі 1972 року суперник шипами кросівок розірвав м'яз на нозі Аржанова, через що потерпілому довелося ще раз виходити на старт за три дні.
Атлет став срібним призером Олімпіади в Мюнхені, показавши час 1.45,89. У забігу Аржанов вийшов у лідери за 300 метрів до фінішу і залишався попереду аж до закінчення дистанції. Однак Аржанов не помітив як до нього наблизився американець Дейв Воттл, з яким вони врівень фінішували. За деякий час фотофініш показав, що Воттл на 0,03 секунди випередив радянського спортсмена. Того ж 1972 року бігун поліпшив особисте досягнення — 1.45,3.
1973-го Аржанов виграв ще одну першість СРСР (1.45,5), а його рекорд протримався до 1982 року. Аржанов переміг і на домашній Універсіаді. У 1970-73 роках майже не програвав змагань у світі ані взимку, ані влітку.
У 1986—1992 роках працював у збірній СРСР з легкої атлетики. Працював коментатором на українському і всесоюзному телебаченні і радіо. Працював головним тренером і тренером багатьох національних збірних, читав лекції по лінії ІААФ і МОК у декількох десятках країн.
Кавалер ордена «Знак Пошани».

## Результати

### Змагання
| Рік  | Змагання               | Місто  | Дисципліна | Результат | Місце          | Відео            |
| ---- | ---------------------- | ------ | ---------- | --------- | -------------- | ---------------- |
| 1968 | Літні Олімпійські ігри | Мехіко | 800 метрів | 1.48,4    | 3 (забіг 6)    |                  |
| 1968 | Літні Олімпійські ігри | Мехіко | 800 метрів | DNS       | — (півфінал 1) |                  |
| 1972 | Літні Олімпійські ігри | Мюнхен | 800 метрів | 1.48,3    | 1 (забіг 5)    |                  |
| 1972 | Літні Олімпійські ігри | Мюнхен | 800 метрів | 1.46,32   | 2 (півфінал 2) |                  |
| 1972 | Літні Олімпійські ігри | Мюнхен | 800 метрів | 1.45,89   | II             | Відео на YouTube |